# NRZ

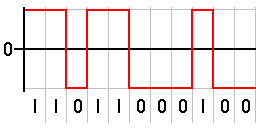
Binární signál kódovaný pomocí bipolárního NRZ

Název kódování NRZ pochází z anglického Non Return to Zero (v překladu znamená bez návratu k nule). V tomto kódování je jednička "1" reprezentována konkrétní význačnou hodnotou (například kladným napětím). Nula "0" je reprezentována jinou význačnou hodnotou (například záporným napětím). Žádné další hodnoty se ve výsledném (nezašuměném) signálu nevyskytují, neexistuje zde třetí neutrální hodnota (například nulové napětí) jako je tomu u kódování s návratem k nule. Kvůli absenci neutrální hodnoty nelze toto kódování v základním tvaru použít pro synchronní přenosy, je potřeba přidat synchronizaci například v podobě RLL (run length limited) nebo přídavného signálu hodin.
Varianty NRZ
- Unipolární NRZ: hodnota "1" je reprezentována například kladným napětím, hodnota "0" je reprezentována menším kladným napětím

- Bipolární NRZ: hodnota "1" je reprezentována například záporným napětím, hodnota 0 kladným napětím. Například u [RS-232] rozsah -5V až -12V znamená "1", +5V až +12V znamená "0".

- NRZ "Mark": hodnota "1" je reprezentována změnou, hodnota "0" je pokud změna nenastává. K přechodu dochází na sestupné hraně hodinového signálu pro daný bit.

- NRZ "Space": hodnota "0" je reprezentována změnou, hodnota "1" je pokud změna nenastává. Podobné jako NRZ "Mark", pouze je prohozena reprezentace nul "0" a jedniček "1". K přechodu dochází na sestupné hraně hodinového signálu pro daný bit.

- Invertované NRZ (NRZI): hodnota "1" je reprezentována změnou, hodnota "0" je pokud změna nenastává. K přechodu dochází na vzestupné hraně hodinového signálu pro daný bit. Tato varianta je použita v protokolu USB. Opět existuje i varianta s prohozenou reprezentací nul a jedniček.